# Christoph Haußner
Christoph Haußner (* 1. März 1958 in Augsburg) ist ein deutscher Maler und Graphiker.

## Leben und Werk
Nach dem Abitur am Maximiliansgymnasium München (1977) und dem Wehrdienst machte er ein Praktikum als Fassmaler und Vergolder. Er wurde in den Corps Suevia München (1978) und Saxonia Leipzig zu Augsburg (1979) aktiv. Ab 1979 studierte er Kunsterziehung und Germanistik an der Ludwig-Maximilians-Universität. Nach den beiden Staatsexamen für das Lehramt wurde er 1986 Studienassessor. Er ist als Freiberufler tätig.  Von 1996 bis 1998 war er Mitglied der archäologischen Grabungsmannschaft in Troja und Zeichner bei der Fundstückdokumentation. Er ist Mitglied der Freien Münchner und Deutschen Künstlerschaft und ihrer Jury. Er lebt und arbeitet in München.
Seine freien Arbeiten sind dem Symbolismus zuzuordnen. Seit 1999 hat er als Coautor und Illustrator an vielen Büchern mitgewirkt, u. a. an Troja (2004) und Drei Legionen für Rom (2008). Für die Süddeutsche Zeitung, Sunday Times, den National Geographic und das P.M. Magazin lieferte er Bildbeiträge. Öffentliche Aufträge erhielt er aus Pfaffenhofen an der Ilm und München, vor allem von der Archäologischen Staatssammlung. Seit 1978 sind seine Werke in Deutschland (Arnstadt, Kloster Benediktbeuern, Bonn, Braunschweig, München, Nürnberg, Stuttgart), Österreich (Gmunden, Güssing, Schallaburg) und Ungarn (Békés, Budapest) ausgestellt worden. 2006 erhielt er den Seerosenpreis der Landeshauptstadt München.
Der ältere Bruder Michael Haußner war Staatssekretär im Thüringer Justizministerium.